# Eleições estaduais no Acre em 1982
As eleições estaduais no Acre em 1982 aconteceram em 15 de novembro como parte das eleições em 23 estados e nos territórios federais do Amapá e Roraima. Foram eleitos o governador Nabor Júnior, a vice-governadora Iolanda Fleming e o senador Mário Maia, além de oito deputados federais e vinte e quatro deputados estaduais.
Comerciante natural de Tarauacá, Nabor Júnior integrou a UDN, mas estreou na vida pública ao eleger-se deputado estadual via PTB em 1962. Licenciou-se do mandato já sob o Regime Militar de 1964 para ser secretário de Fazenda no governo Edgar Cerqueira. Após deixar o cargo, ingressou no MDB quando os militares impuseram o bipartidarismo, renovando seu mandato nesta legenda em 1966 e 1970. Eleito deputado federal em 1974 e 1978, seguiu rumo ao PMDB quando restauraram o pluripartidarismo, em 1980, vencendo a eleição para governador do Acre em 1982, tornando-se o primeiro titular do Palácio Rio Branco escolhido por voto direto em vinte anos.
Nascida em Manoel Urbano, a professora Iolanda Fleming foi agricultora, empregada doméstica e estudou no Instituto Santa Juliana, em Sena Madureira, antes de formar-se na Escola Normal. Animadora dos comícios do PTB aos doze anos, conviveu com a política a partir de seu casamento com Geraldo Fleming. Nomeada para a rede estadual de ensino em 1961 pelo governador Rui Lino, alinhou-se a Edgar Cerqueira quando este ascendeu ao governo acriano nos primeiros meses do Regime Militar de 1964, nomeando Geraldo Fleming secretário de Agricultura e secretário de Justiça, embora o casal Fleming tenha escolhido o MDB após a outorga do bipartidarismo em 1965. Eleita vereadora em Rio Branco em 1972 e 1976, graduou-se advogada pela Universidade Federal do Acre no ano seguinte, conquistando um mandato de deputada estadual em 1978. Eleita vice-governadora do Acre pelo PMDB em 1982, tornou-se a primeira mulher a governar efetivamente um estado brasileiro quando Nabor Júnior renunciou para candidatar-se a senador, em 14 de maio de 1986.
Médico nascido em Rio Branco, Mário Maia é graduado pela Universidade Federal Fluminense com especialização em cirurgia geral e anestesiologia e pós-graduação na Pontifícia Universidade Católica do Rio de Janeiro, além de prestar serviços ao Hospital Municipal Antônio Pedro, em Niterói. De volta ao Acre, chefiou os serviços do Departamento Nacional de Saúde em Sena Madureira, além de dirigir o Serviço Médico da Guarda Territorial. Com a elevação do Acre a estado, elegeu-se suplente de deputado federal via PTB em 1962, mas foi efetivado com a renúncia de José Augusto de Araújo a uma cadeira na Câmara dos Deputados, pois o mesmo fora eleito simultaneamente governador do Acre. Reeleito pelo MDB em 1966, Mário Maia foi cassado pelo Ato Institucional Número Cinco em 1969, reiniciando a sua carreira política ao eleger-se senador numa sublegenda do PMDB em 1982.

## Resultado da eleição para governador
Segundo o Tribunal Superior Eleitoral houve 78.037 votos nominais (90,16%), 4.214 votos em branco (4,87%) e 4.305 votos nulos (4,97%), calculados sobre o comparecimento de 86.556 eleitores.
| Candidatos a governador do estado | Candidatos a vice-governador | Número | Coligação            | Votação | Percentual |
| --------------------------------- | ---------------------------- | ------ | -------------------- | ------- | ---------- |
| Nabor Júnior PMDB                 | Iolanda Fleming PMDB         | 5      | PMDB (sem coligação) | 36.369  | 46,61%     |
| Jorge Kalume PDS                  | Walter Prado PDS             | 1      | PDS (sem coligação)  | 33.879  | 43,41%     |
| Nilson Mourão PT                  | Elias Rosendo PT             | 3      | PT (sem coligação)   | 4.637   | 5,94%      |
| Natalino Brito Filho PTB          | Guilherme Zaire PTB          | 4      | PTB (sem coligação)  | 3.152   | 4,04%      |
| Fontes:                           |                              |        |                      |         |            |

## Resultado da eleição para senador
Segundo o Tribunal Superior Eleitoral houve 75.757 votos nominais (87,52%), 5.514 votos em branco (6,37%) e 5.285 votos nulos (6,11%), resultando no comparecimento de 86.556 eleitores.
| Candidatos a senador da República | Candidatos a suplente de senador                     | Número | Coligação            | Votação | Percentual |
| --------------------------------- | ---------------------------------------------------- | ------ | -------------------- | ------- | ---------- |
| Mário Maia PMDB 2                 | Antônio Macedo Bezerra PMDB 2                        | 51     | PMDB (em sublegenda) | 32.852  | 43,37%     |
| Said Farhat PDS                   | -                                                    | 11     | PDS (em sublegenda)  | 20.341  | 26,85%     |
| Francisco Diógenes PDS            | -                                                    | 12     | PDS (em sublegenda)  | 10.874  | 14,35%     |
| Abrahim Farhat Neto PT            | José Marques de Souza PT Maximiano de Souza Pinto PT | 31     | PT (sem coligação)   | 4.554   | 6,01%      |
| Sílvio Niemayer PTB               | Galileu Alceu Paiva PTB -                            | 41     | PTB (sem coligação)  | 2.491   | 3,29%      |
| Omar Sabino PDS                   | -                                                    | 12     | PDS (em sublegenda)  | 2.450   | 3,23%      |
| Laélia de Alcântara PMDB 1        | Aldecino Coriolano Ferraz PMDB 1                     | 52     | PMDB (em sublegenda) | 2.195   | 2,90%      |
| Fontes:                           |                                                      |        |                      |         |            |

## Deputados federais eleitos
São relacionados os candidatos eleitos com informações complementares da Câmara dos Deputados.

Representação eleita
  PMDB: 4
  PDS: 4

| Deputados federais eleitos | Partido | Votação | Percentual | Cidade onde nasceu | Unidade federativa |
| Amilcar de Queiroz         | PDS     | 10.535  | 13,07%     | Rio Branco         | Acre               |
| Aluizio Bezerra            | PMDB    | 7.904   | 9,81%      | Cruzeiro do Sul    | Acre               |
| Geraldo Fleming            | PMDB    | 7.895   | 9,80%      | Campanha           | Minas Gerais       |
| Nosser Almeida             | PDS     | 7.459   | 9,25%      | Sena Madureira     | Acre               |
| Wildy Viana                | PDS     | 6.698   | 8,31%      | Brasileia          | Acre               |
| Rui Lino                   | PMDB    | 6.370   | 7,90%      | Tarauacá           | Acre               |
| Alércio Dias               | PDS     | 6.311   | 7,83%      | Joinville          | Santa Catarina     |
| José Melo                  | PMDB    | 5.661   | 7,02%      | Rio Branco         | Acre               |
| Fontes:                    |         |         |            |                    |                    |

## Deputados estaduais eleitos
Em relação às 24 cadeiras da Assembleia Legislativa do Acre o PMDB conquistou doze, o PDS onze e o PT uma.

Representação eleita
  PMDB: 12
  PDS: 11
  PT: 1

| Deputados estaduais eleitos     | Partido | Votação | Percentual | Cidade onde nasceu | Unidade federativa  |
| Raimundo Hermínio de Melo       | PMDB    | 4.284   | 5,48%      | Rio Branco         | Acre                |
| Adalberto Aragão da Silva       | PMDB    | 3.502   | 4,48%      | Rio Branco         | Acre                |
| Raimundo Sales da Costa         | PMDB    | 3.022   | 3,87%      | Sena Madureira     | Acre                |
| Geraldo Pereira Maia            | PMDB    | 2.807   | 3,59%      | Senador Guiomard   | Acre                |
| Isnard Bastos Barbosa Leite     | PDS     | 2.766   | 3,54%      | Rio Branco         | Acre                |
| Narciso Mendes                  | PDS     | 2.604   | 3,33%      | Patu               | Rio Grande do Norte |
| Luiz Pereira de Lima            | PDS     | 2.236   | 2,86%      | Rio Branco         | Acre                |
| Railda Pereira da Silva         | PDS     | 2.227   | 2,85%      | Epitaciolândia     | Acre                |
| Félix Bestene Neto              | PDS     | 2.134   | 2,73%      | Brasiléia          | Acre                |
| Manoel Machado da Rocha         | PMDB    | 2.105   | 2,69%      | Cruzeiro do Sul    | Acre                |
| Edgar Fontes da Silva           | PDS     | 2.069   | 2,65%      | Sena Madureira     | Acre                |
| Maria Miriam Pinho Pascoal      | PMDB    | 1.991   | 2,55%      | Rio Branco         | Acre                |
| Edison Cadaxo                   | PMDB    | 1.955   | 2,50%      | Boca do Acre       | Amazonas            |
| Manoel Pacífico da Costa        | PMDB    | 1.860   | 2,38%      | Cruzeiro do Sul    | Acre                |
| Hermelindo Guimarães Brasileiro | PDS     | 1.855   | 2,37%      | Teresina           | Piauí               |
| Maria das Vitórias              | PDS     | 1.816   | 2,32%      | Sena Madureira     | Acre                |
| Adauto Brito da Frota           | PDS     | 1.652   | 2,11%      | Cruzeiro do Sul    | Acre                |
| Félix Vale Pereira              | PMDB    | 1.652   | 2,11%      | Plácido de Castro  | Acre                |
| Alcimar Nunes Leitão            | PMDB    | 1.638   | 2,09%      | Feijó              | Acre                |
| Kleber Pereira Campos           | PDS     | 1.460   | 1,87%      | Manaus             | Amazonas            |
| Romildo Magalhães               | PDS     | 1.436   | 1,84%      | Feijó              | Acre                |
| Francisco Taumaturgo            | PMDB    | 1.413   | 1,81%      | Tarauacá           | Acre                |
| Jader Saraiva Machado           | PMDB    | 1.256   | 1,60%      | Eirunepé           | Amazonas            |
| Ivan de Castro Melo             | PT      | 968     | 1,24%      | Curitiba           | Paraná              |
| Fontes:                         |         |         |            |                    |                     |

## Eleições municipais
Em Rio Branco, Assis Brasil, Brasileia, Cruzeiro do Sul, Feijó, Mâncio Lima, Manoel Urbano, Plácido de Castro, Sena Madureira, Senador Guiomard, Tarauacá e Xapuri foram eleitos apenas vereadores por conta da legislação vigente. Tal anomalia só foi consertada em 1985.

## Tabelas eleitorais por município

### Para governador
| Total de municípios                  | 12 |
| ------------------------------------ | -- |
| Municípios vencidos por Jorge Kalume | 7  |
| Municípios vencidos por Nabor Junior | 5  |

| Município         | Nabor Júnior | %      | Jorge Kalume | %      | Nilson Mourão | %      | Natalino Brito | %     | Válidos | %      | Brancos | %     | Nulos | %     | Comparecimento | %      | Abstenção | %      | Eleitorado |
| ----------------- | ------------ | ------ | ------------ | ------ | ------------- | ------ | -------------- | ----- | ------- | ------ | ------- | ----- | ----- | ----- | -------------- | ------ | --------- | ------ | ---------- |
| Assis Brasil      | 134          | 31,90% | 226          | 53.81% | 60            | 14.29% | 0              | 0.00% | 420     | 95.65% | 12      | 2.73% | 7     | 1.59% | 439            | 83.94% | 84        | 16.06% | 523        |
| Brasiléia         | 1.484        | 34.53% | 2.115        | 49.21% | 667           | 15.52% | 32             | 0.74% | 4.298   | 92.09% | 218     | 4.67% | 151   | 3.24% | 4.667          | 82.02% | 1.023     | 17.98% | 5.690      |
| Cruzeiro do Sul   | 6.444        | 59.12% | 3.850        | 35.32% | 544           | 4.99%  | 62             | 0.57% | 10.900  | 91.89% | 685     | 5.77% | 277   | 2.34% | 11.862         | 72.08% | 4.595     | 27.92% | 16.457     |
| Feijó             | 1.647        | 48.50% | 1.486        | 43.76% | 250           | 7.36%  | 13             | 0.38% | 3.396   | 91.59% | 154     | 4.15% | 158   | 4.26% | 3.708          | 68.64% | 1.694     | 31.36% | 5.402      |
| Mâncio Lima       | 563          | 32.68% | 1.062        | 61.64% | 95            | 5.51%  | 3              | 0.17% | 1.723   | 94.93% | 65      | 3.58% | 27    | 1.49% | 1.815          | 88.93% | 226       | 11.07% | 2.041      |
| Manoel Urbano     | 243          | 33.89% | 463          | 64.57% | 8             | 1.12%  | 3              | 0.42% | 717     | 90.19% | 32      | 4.03% | 46    | 5.79% | 795            | 54.64% | 660       | 45.36% | 1.455      |
| Plácido de Castro | 615          | 34.17% | 966          | 53.67% | 166           | 9.22%  | 53             | 2.94% | 1.800   | 87.46% | 149     | 7.24% | 109   | 5.30% | 2.058          | 90.26% | 222       | 9.74%  | 2.280      |
| Rio Branco        | 18.479       | 46,00% | 17.178       | 42,80% | 1.994         | 4,97%  | 2.506          | 6,24% | 40.157  | 89.02% | 2.117   | 4.69% | 2.836 | 6.29% | 45.110         | 76.72% | 13.688    | 23.28% | 58.798     |
| Sena Madureira    | 938          | 38.94% | 1.284        | 53.30% | 130           | 5.40%  | 57             | 2.37% | 2.409   | 90.12% | 139     | 5.20% | 125   | 4.68% | 2.673          | 86.45% | 419       | 13.55% | 3.092      |
| Senador Guiomard  | 2.489        | 53.49% | 1.845        | 39.65% | 123           | 2.64%  | 196            | 4.21% | 4.653   | 90.14% | 234     | 4.53% | 275   | 5.33% | 5.162          | 65.88% | 2.788     | 34.12% | 7.950      |
| Tarauacá          | 2.082        | 55.53% | 1.616        | 43.10% | 44            | 1.17%  | 7              | 0.19% | 3.749   | 91.51% | 225     | 5.49% | 123   | 3.00% | 4.097          | 64.34% | 2.271     | 35.66% | 6.368      |
| Xapuri            | 1.251        | 32.79% | 1.788        | 46.87% | 556           | 14.57% | 220            | 5.77% | 3.815   | 91.49% | 184     | 4.41% | 171   | 4.10% | 4.170          | 76.97% | 1.248     | 23.03% | 5.418      |
| Total             | 36.369       | 46,61% | 33.879       | 43,41% | 4.637         | 5,94%  | 3.152          | 4,04% | 78.037  | 90,16% | 4.214   | 4,87% | 4.305 | 4,97% | 86.556         | 74,96% | 28.918    | 25,04% | 115.474    |